# Polarimetro
Il polarimetro è uno strumento in grado di misurare il potere rotatorio di una soluzione. È utilizzato specialmente in chimica organica per il riconoscimento di vari enantiomeri nei composti chirali.

## Struttura e funzionamento

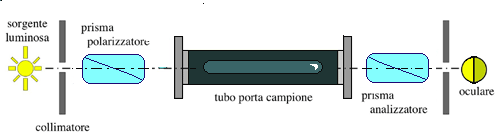
Schema generico

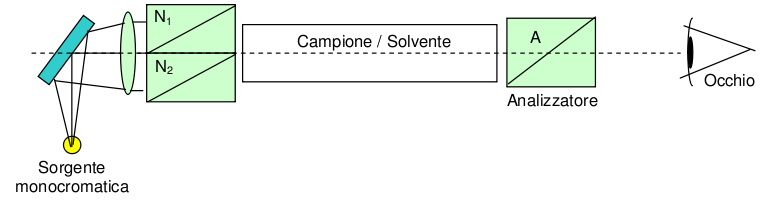
Polarimetro di Lippich

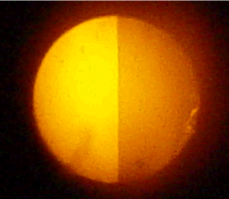
Campo bipartito

In un polarimetro classico una sorgente monocromatica emana un fascio di luce inizialmente non polarizzata (in genere vengono impiegate lampade al sodio il cui fascio di luce monocromatica ha lunghezza d'onda pari a 589,3 nm; possono essere usate anche lampade al mercurio) che viene indirizzato su una coppia di filtri polarizzatori (generalmente prismi di Nicol), orientati in modo da polarizzare la luce lungo due diversi piani.

Successivamente, i due fasci di luce polarizzata attraversano un tubo di una precisa lunghezza contenente la soluzione in esame che, se otticamente attiva, ruota entrambi i piani di polarizzazione della luce dello stesso angolo.

Infine, i due fasci attraversano un terzo filtro polarizzatore, l'analizzatore, la cui sezione principale è rotabile, e l'angolo di rotazione viene misurato attraverso un goniometro.
Inizialmente si inserisce nel tubo portacampione il solo solvente, per azzerare lo strumento: i piani di polarizzazione dei fasci di luce in uscita dalla coppia di filtri polarizzatori non vengono ruotati (o vengono ruotati dall'eventuale attività ottica del solvente), e l'analizzatore viene azzerato in modo che la sua sezione principale formi lo stesso angolo con entrambi i piani di polarizzazione: in questo modo viene trasmessa all'oculare la stessa frazione della luminosità per entrambi i fasci.
Successivamente si inserisce la soluzione del campione in esame: se questo è otticamente attivo, ruota i piani di polarizzazione, così che questi non formano più lo stesso angolo con la sezione principale dell'analizzatore: l'immagine formata avrà una metà meno luminosa dell'altra.
Per determinare il potere di rotazione della soluzione, si ruota l'analizzatore fino ad ottenere nuovamente la situazione in cui le due metà dell'immagine hanno la stessa luminosità: l'angolo del quale si è dovuto ruotare l'analizzatore è la rotazione della polarizzazione dovuta all'attività ottica del campione.